# George Wells Beadle
George Wells Beadle (Wahoo, 22 oktober 1903 – Chicago, 9 juni 1989) was een Amerikaans wetenschapper op het gebied van genetica. Samen met Edward Lawrie Tatum kreeg hij in 1958 de Nobelprijs voor de Fysiologie of Geneeskunde. Beiden kregen de prijs voor het aantonen dat genen individuele stappen in het metabolisme reguleren. Ze deelden de prijs met Joshua Lederberg, die de prijs voor een ander onderzoek kreeg.
Het belangrijkste onderzoek van Beadle en Tatum bedroeg de broodschimmel Neurospora crassa, waarin mutatie optrad toen ze hem blootstelden aan röntgenstraling.

## Biografie
Beadle was de zoon van Chauncey Elmer Beadle en Hattie Hendee Albro Beadle. Hij groeide op op de boerderij van zijn ouders; zijn intentie was aanvankelijk om ook zelf boer te worden. Hij haalde in 1926 een Bachelor of Science aan het college van landbouw van de universiteit van Nebraska. Hij was hier lid van de FarmHouse-studentencorps. Op aandringen van zijn adviseur, Franklin D. Keim, ging hij na het halen van zijn Bachelor ecologie studeren aan de Cornell-universiteit. Hij stapte echter al snel over op genetica en cytologie. Onder Rollins Adams Emerson voerde hij onderzoek uit naar de genetica van maïs. In 1931 haalde hij zijn Ph.D.
Voor zijn post-doctorale werk ging Beadle werken bij Thomas Hunt Morgans "fly lab" aan het Caltech. Hier werkte hij met onder anderen Alfred Sturtevant aan Drosophila-genetica. Samen met Boris Ephrussi ontwikkelde hij een techniek voor de transplantatie van vreemde cellen in een vliegenlarve (waardoor de vlieg een derde oog kreeg). Deze techniek werd gebruikt om aan te tonen dat sommige mutaties die van invloed zijn op de oogkleur van vliegen worden veroorzaakt door genen die specifieke metabolische stappen in de productie van oogpigment beheersen. Om deze reacties te kunnen karakteriseren, riep Beadle de hulp in van biochemicus Edward Tatum. Samen slaagden ze erin de precursor van het pigment te isoleren en te identificeren. Tijdens zijn onderzoek naar de Drosophila, was Beadle ook professor aan de Harvard-universiteit, en later de Stanford-universiteit.
Samen met Tatum ging Beadle zich bezighouden met een modelorganisme dat geschikter was voor biochemische genetica: Neurospora. Met hun onderzoek stelden ze vast dat individuele genetische mutaties verantwoordelijk waren voor individuele stappen in het metabolisme. Dit leidde in 1941 tot de "een gen – een enzym hypothese". Achterliggende gedachte van deze hypothese was dat een gen staat voor een specifiek enzym in plaats van een complexe set van karakteristieken.
In 1946 werd Beadle, met steun van Linus Pauling, aangesteld als hoofd van de nieuwe biologie-afdeling van Caltech. Deze – door Thomas Morgan opgerichte – afdeling was de voorloper van wat uiteindelijk moleculaire biologie zou worden. In de begindagen van de Koude Oorlog publiceerde Beadle papers over de gevaren van nucleaire wapens.
Van 1961 tot 1968 was Beadle president van de Universiteit van Chicago. Hij publiceerde hier ook zijn boek The Language of Life.
Na zijn pensioen als president, keerde Beadle terug naar het onderzoekswerk. In de jaren 70 kreeg hij last van de Ziekte van Alzheimer, en moest stoppen met zijn werk. Beadle stierf in 1989.
Beadle was tweemaal gehuwd. Zijn eerste huwelijk was met Marion Hillen en zijn tweede met Muriel Barnett. Uit zijn eerste huwelijk had hij een zoon, David.